# Kbelíková výzva

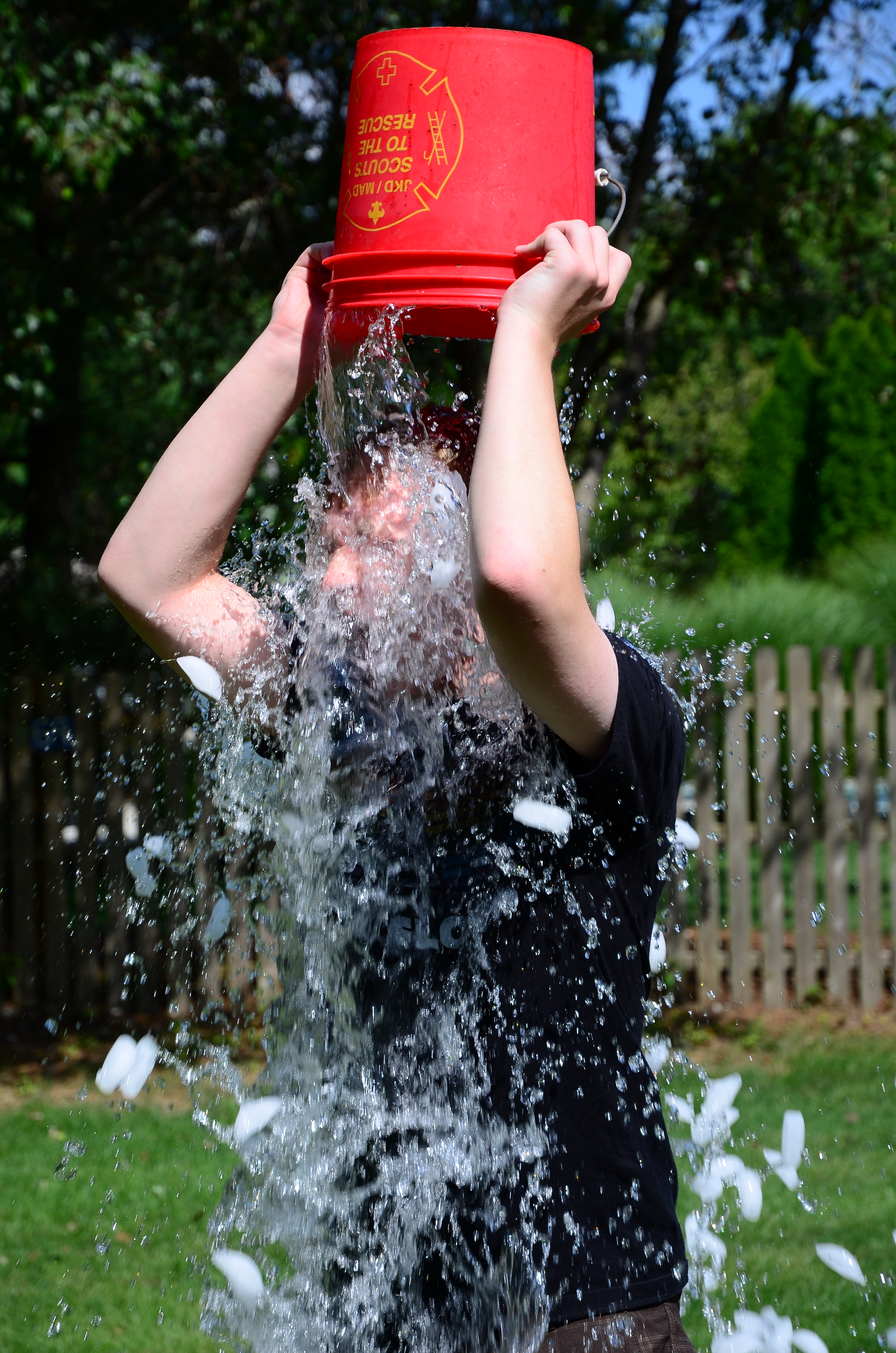
Provedení výzvy

Kbelíková výzva, v původním anglickém znění známá jako tzv. Ice Bucket Challenge, je společenská aktivita, při které si dotyčný na hlavu vylévá kbelík ledové vody se záměrem zvýšit povědomí o amyotrofické laterální skleróze (ALS) a podpořit její výzkum. Tento virál se začal šířit sociálními sítěmi od poloviny roku 2014.
Vyzvaný účastník se musí natočit, jak se polévá ledovou vodou, a následně musí k témuž činu vyzvat jednoho nebo více známých. Výzva by měla být splněna do 24 hodin, v opačném případě by se měl nominovaný „vykoupit“ v podobě daru 100 dolarů organizaci ALS Association.

## Původ
Původ nápadu s poléváním vlastní hlavy ledovou vodou pro získání financí na charitu není zcela jasný a bývá přisuzován různým zdrojům. Na přelomu let 2013 a 2014 byly na sociálních sítích výzvy „Cold Water Challenge“ známé zejména na severu Spojených států. Propagovaly výzkum rakoviny a nominovaná osoba musela buď finančně přispět, nebo skočit do nádoby se studenou vodou.

## Pravidla
Během 24 hodin od nominace musí dotyčný natočit nijak nesestříhané video. Na začátku musí prohlásit přijetí výzvy, do kbelíku s vodou naházet trochu ledu, zvednout jej nad hlavu a polít se. Nakonec nominuje maximálně dalších 5 osob.
Je na vyzvaném, zda výzvu přijme, nebo přispěje na výzkum, nebo udělá obojí. Jsou i varianty výzvy, kde má nominovaný darovat 10 dolarů, pokud se ledovou vodou polije, nebo 100 dolarů, pokud ne.